# الطورش (بوشان)
الطورش هي إحدى مشيخات المملكة المغربية، تتبع جغرافيا لإقليم الرحامنة وإداريًا لبوشان. يقدر عدد سكانها بـ 4405 نسمة حسب الإحصاء الرسمي للسكان والسكنى لسنة 2004.